# Trượt băng tốc độ
Trượt băng tốc độ là một hình thức trượt băng cạnh tranh trong đó các đối thủ đua tốc độ với nhau trên một quãng đường nhất định dùng giày trượt. Các loại trượt băng tốc độ là trượt băng tốc độ dài, trượt băng tốc độ ngắn và trượt băng tốc độ marathon. Trong Thế vận hội, trượt băng tốc độ dài thường được gọi là "trượt băng tốc độ", trong khi trượt băng tốc độ đường ngắn được gọi là "đua ngắn". ISU, cơ quan chủ quản của cả hai môn thể thao trên băng, gọi đường đua dài là "trượt băng tốc độ" và đường đua ngắn là "trượt băng đường ngắn".
Liên đoàn quốc tế trượt băng tốc độ được thành lập vào năm 1892, là liên đoàn đầu tiên cho bất kỳ môn thể thao mùa đông nào. Môn thể thao này rất phổ biến ở Hà Lan, Na Uy và Hàn Quốc. Có nhiều sân trượt quốc tế hàng đầu ở một số quốc gia khác, bao gồm Canada, Hoa Kỳ, Đức, Ý, Nhật Bản, Nga và Kazakhstan. Một vòng tròn đua toàn thế giới được tổ chức với các sự kiện ở các quốc gia đó cộng với hai cuộc thi trong hội trường băng Thialf ở Heerenveen, Hà Lan.

## Tổng quan

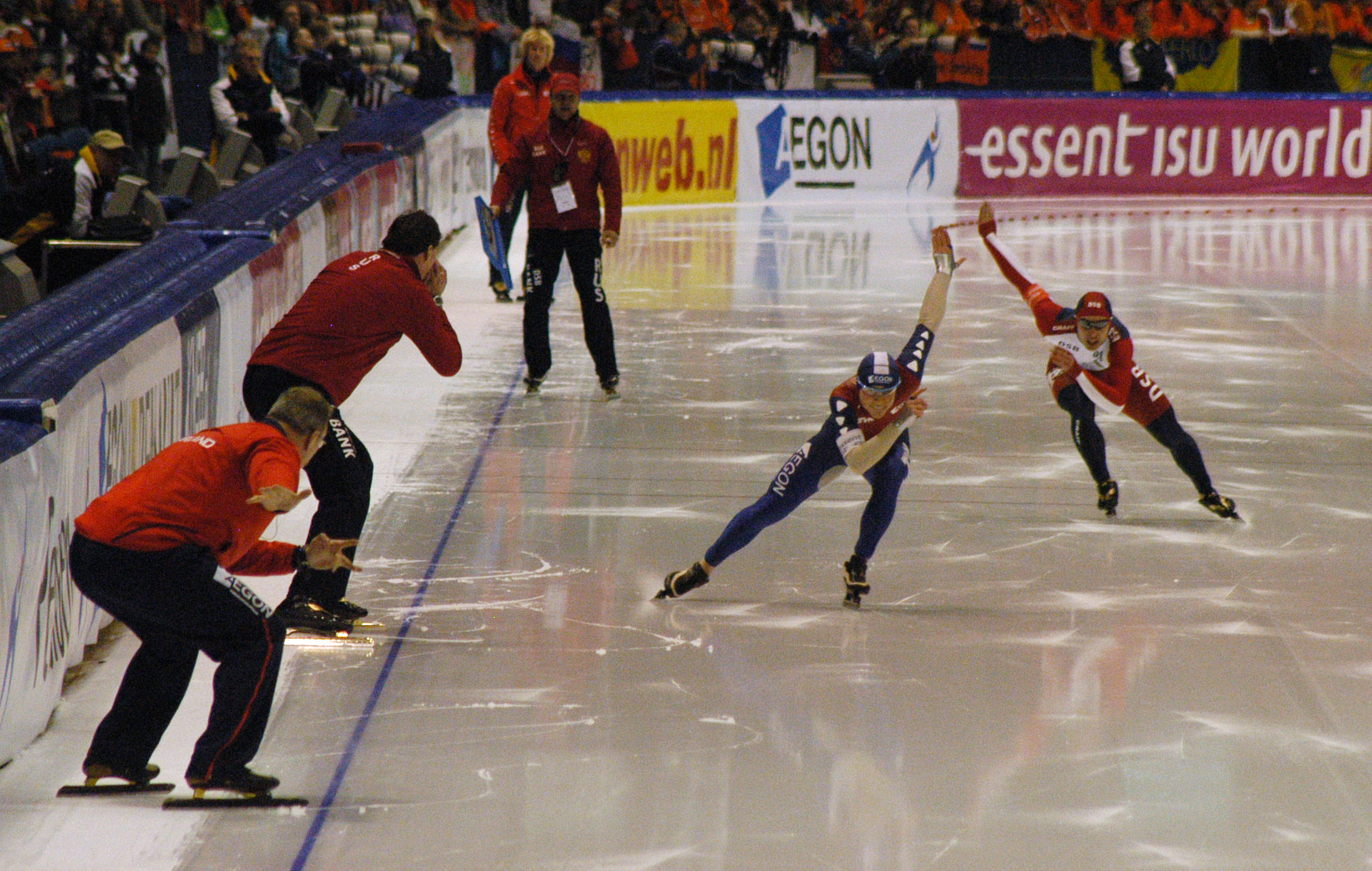
Trượt băng tốc độ dài, Thialf, 2008

Đường đua tiêu chuẩn cho đường đua dài là 400 mét, nhưng đường đua 200, 250 và 3331⁄3 mét đôi khi cũng được sử dụng. Đây là một trong hai hình thức thi đấu Olympic của môn thể thao này và một hình thức thi đấu có lịch sử lâu đời.
Các quy tắc của Liên đoàn Trượt băng Quốc tế cho phép một số gia giảm về kích thước và bán kính của các đường cong. 

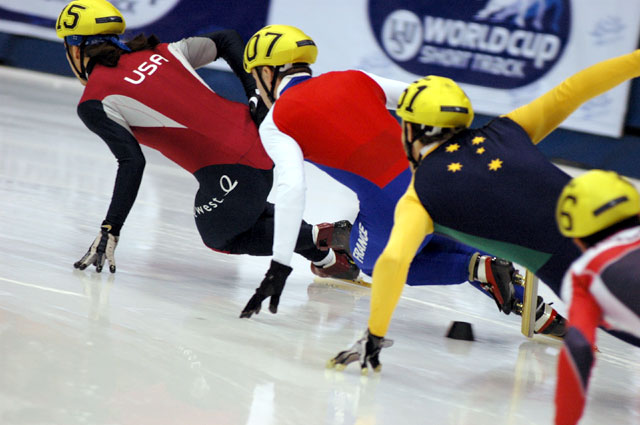
Các vđv trượt băng tốc độ đường ngắn chạy đua qua một khúc ngoặt

Trượt băng tốc độ đường ngắn diễn ra trên một sân nhỏ hơn, thường là kích thước của một sân khúc côn cầu trên băng, hình bầu dục 111,12m. Khoảng cách của đường ngắn là nhỏ hơn so với trong cuộc đua đường dài, với cuộc đua cá nhân Olympic dài nhất là 1500mét (tiếp sức nữ là 3000 mét và tiếp sức nam là 5000 mét). Giải đấu thường được tổ chức với một hình thức loại trực tiếp, với hai lần tốt nhất trong bốn hoặc năm vòng loại cho cuộc đua chung kết, nơi huy chương được trao. Việc truất quyền thi đấu và tai nạn té ngã không phải là hiếm.